# Major League Soccer 2019
Die 24. Major-League-Soccer-Saison begann am 2. März 2019 mit der Regular Season und endete mit dem MLS-Cup-Finale am 10. November 2019. Es nahmen 24 Mannschaften an der Liga teil, 21 davon stammten aus den Vereinigten Staaten, drei aus Kanada.  Die Seattle Sounders gewannen die Spielzeit und damit ihren zweiten Titel seit 2016, indem sie in der Neuauflage der Finals von 2016 und 2017 den Toronto FC schlugen. Den Supporters’ Shield gewann der Los Angeles FC.

## Änderungen gegenüber der Saison 2018
- Der FC Cincinnati nahm als 24. Franchise an der Major League Soccer teil.
- Das Play-off-Format wurde verändert. Von nun an qualifizierten sich je sieben Teams pro Conference für die Play-offs, deren Runden nur noch in einem K.-o.-Spiel ausgetragen werden, bei denen das Team mit der besseren Platzierung in der regulären Saison Heimrecht hat. Der Erste der Conferences zog direkt in das Conference-Halbfinale ein und hat eine Woche spielfrei (Bye Week). Dort trifft er auf den Sieger aus dem Spiel Vierter gegen Fünfter. Dadurch soll die Play-off-Phase verkürzt und spannender werden.[1]

## Saisonverlauf
Während der Vorjahresmeister Atlanta United im Halbfinale um die Meisterschaft ausschied, erreichten die Seattle Sounders und der Toronto FC, wie bereits zwei Jahre zuvor, das Endspiel. Nach 2016 konnte Seattle seinen zweiten Meistertitel erringen.
Der Mexikaner Carlos Vela (Los Angeles FC) brach mit seinen 34 Toren in der Regular Season den erst in der Vorsaison aufgestellten Rekord von Josef Martínez, welcher 31-mal getroffen hatte.

## Teilnehmende Mannschaften
In der Saison 2019 nahmen 24 Franchises an der Major League Soccer teil. 21 der 24 Franchises waren in den Vereinigten Staaten, drei in Kanada beheimatet. Die in der durch den Mississippi River geteilten Karte mit einem blauen Punkt markierten Mannschaften spielten in der Western, die mit einem roten Punkt markierten in der Eastern Conference.
| Atlanta |

| Bridgeview |

| Commerce City |

| Columbus |

| Washington, D.C. |

| Frisco |

| Houston |

| Carson |

| Los Angeles |

| Golden Valley |

| Montreal |

| Foxborough |

| New York City |

| Harrison |

| Orlando |

| Chester |

| Portland |

| Sandy |

| San José |

| Seattle |

| Kansas City |

| Toronto |

| Vancouver |

| Cincinnati |

| Franchise              | Standort                    | Stadion                    | Kapazität |
| ---------------------- | --------------------------- | -------------------------- | --------- |
| Atlanta United         | Atlanta, Georgia            | Mercedes-Benz Stadium      | 42.500    |
| Chicago Fire           | Bridgeview, Illinois        | SeatGeek Stadium           | 20.000    |
| FC Cincinnati          | Cincinnati, Ohio            | Nippert Stadium            | 33.800    |
| Colorado Rapids        | Commerce City, Colorado     | Dick’s Sporting Goods Park | 18.086    |
| Columbus Crew          | Columbus, Ohio              | Mapfre Stadium             | 20.145    |
| D.C. United            | Washington, D.C.            | Audi Field                 | 20.000    |
| FC Dallas              | Frisco, Texas               | Toyota Stadium             | 20.500    |
| Houston Dynamo         | Houston, Texas              | BBVA Compass Stadium       | 22.039    |
| LA Galaxy              | Carson, Kalifornien         | Dignity Health Sports Park | 27.000    |
| Los Angeles FC         | Los Angeles, Kalifornien    | Banc of California Stadium | 22.000    |
| Minnesota United       | Golden Valley, Minnesota    | Allianz Field              | 19.400    |
| Montreal Impact        | Montreal, Québec            | Stade Saputo               | 20.801    |
| New England Revolution | Foxborough, Massachusetts   | Gillette Stadium           | 20.000    |
| New York City FC       | New York City, New York     | Yankee Stadium             | 33.444    |
| New York Red Bulls     | Harrison, New Jersey        | Red Bull Arena             | 25.000    |
| Orlando City           | Orlando, Florida            | Exploria Stadium           | 25.500    |
| Philadelphia Union     | Chester, Pennsylvania       | Talen Energy Stadium       | 18.500    |
| Portland Timbers       | Portland, Oregon            | Providence Park            | 25.218    |
| Real Salt Lake         | Sandy, Utah                 | Rio Tinto Stadium          | 20.213    |
| San José Earthquakes   | San José, Kalifornien       | Avaya Stadium              | 18.000    |
| Seattle Sounders       | Seattle, Washington         | CenturyLink Field          | 38.300    |
| Sporting Kansas City   | Kansas City, Missouri       | Children’s Mercy Park      | 18.467    |
| Toronto FC             | Toronto, Ontario            | BMO Field                  | 30.991    |
| Vancouver Whitecaps    | Vancouver, British Columbia | BC Place Stadium           | 21.000    |

## Regular Season

### Tabellen

#### Eastern Conference
| Pl.             | Verein                 | Sp. | S  | U  | N  | Tore    | Diff. | Punkte |
| --------------- | ---------------------- | --- | -- | -- | -- | ------- | ----- | ------ |
| 1.              | New York City FC       | 34  | 18 | 10 | 6  | 063:420 | +21   | 64     |
| 2.              | Atlanta United         | 34  | 18 | 4  | 12 | 058:430 | +15   | 58     |
| 3.              | Philadelphia Union     | 34  | 16 | 7  | 11 | 058:500 | +8    | 55     |
| 4.              | Toronto FC CAN         | 34  | 13 | 11 | 10 | 057:520 | +5    | 50     |
| 5.              | D.C. United            | 34  | 13 | 11 | 10 | 042:380 | +4    | 50     |
| 6.              | New York Red Bulls     | 34  | 14 | 6  | 14 | 053:510 | +2    | 48     |
| 7.              | New England Revolution | 34  | 11 | 12 | 11 | 050:570 | −7    | 45     |
| 8.              | Chicago Fire           | 34  | 10 | 12 | 12 | 055:470 | +8    | 42     |
| 9.              | Montreal Impact CAN    | 34  | 12 | 5  | 17 | 047:600 | −13   | 41     |
| 10.             | Columbus Crew          | 34  | 10 | 8  | 16 | 039:470 | −8    | 38     |
| 11.             | Orlando City           | 34  | 9  | 10 | 15 | 044:520 | −8    | 37     |
| 12.             | FC Cincinnati          | 34  | 6  | 6  | 22 | 031:750 | −44   | 24     |
| Stand: Endstand |                        |     |    |    |    |         |       |        |

#### Western Conference
| Pl.             | Verein                  | Sp. | S  | U  | N  | Tore    | Diff. | Punkte |
| --------------- | ----------------------- | --- | -- | -- | -- | ------- | ----- | ------ |
| 1.              | Los Angeles FC          | 34  | 21 | 9  | 4  | 082:360 | +46   | 72     |
| 2.              | Seattle Sounders        | 34  | 16 | 8  | 10 | 051:490 | +2    | 56     |
| 3.              | Real Salt Lake          | 34  | 16 | 5  | 13 | 045:410 | +4    | 53     |
| 4.              | Minnesota United        | 34  | 15 | 8  | 11 | 052:420 | +10   | 53     |
| 5.              | LA Galaxy               | 34  | 16 | 3  | 15 | 056:550 | +1    | 51     |
| 6.              | Portland Timbers        | 34  | 14 | 7  | 13 | 049:480 | +1    | 49     |
| 7.              | FC Dallas               | 34  | 13 | 9  | 12 | 048:460 | +2    | 48     |
| 8.              | San José Earthquakes    | 34  | 13 | 5  | 16 | 051:520 | −1    | 44     |
| 9.              | Colorado Rapids         | 34  | 12 | 6  | 16 | 057:600 | −3    | 42     |
| 10.             | Houston Dynamo          | 34  | 12 | 4  | 18 | 045:570 | −12   | 40     |
| 11.             | Sporting Kansas City    | 34  | 10 | 8  | 16 | 049:610 | −12   | 38     |
| 12.             | Vancouver Whitecaps CAN | 34  | 8  | 10 | 16 | 037:580 | −21   | 34     |
| Stand: Endstand |                         |     |    |    |    |         |       |        |

| Nach der Regular Season: |
| Teilnahme am Conference-Halbfinale der MLS-Cup-Play-offs und an der CONCACAF Champions League 2020 Teilnahme an den MLS-Cup-Play-offs und an der CONCACAF Champions League 2020 Teilnahme an den MLS-Cup-Play-offs und am Leagues Cup 2020 Teilnahme an den MLS-Cup-Play-offs |

#### Gesamttabelle
| Pl.             | Verein                  | Sp. | S  | U  | N  | Tore    | Diff. | Punkte |
| --------------- | ----------------------- | --- | -- | -- | -- | ------- | ----- | ------ |
| 1.              | Los Angeles FC          | 34  | 21 | 9  | 4  | 082:360 | +46   | 72     |
| 2.              | New York City FC        | 34  | 18 | 10 | 6  | 063:420 | +21   | 64     |
| 3.              | Atlanta United          | 34  | 18 | 4  | 12 | 058:430 | +15   | 58     |
| 4.              | Seattle Sounders        | 34  | 16 | 8  | 10 | 051:490 | +2    | 56     |
| 5.              | Philadelphia Union      | 34  | 16 | 7  | 11 | 058:500 | +8    | 55     |
| 6.              | Real Salt Lake          | 34  | 16 | 5  | 13 | 045:410 | +4    | 53     |
| 7.              | Minnesota United        | 34  | 15 | 8  | 11 | 052:420 | +10   | 53     |
| 8.              | LA Galaxy               | 34  | 16 | 3  | 15 | 056:550 | +1    | 51     |
| 9.              | Toronto FC CAN          | 34  | 13 | 11 | 10 | 057:520 | +5    | 50     |
| 10.             | D.C. United             | 34  | 13 | 11 | 10 | 042:380 | +4    | 50     |
| 11.             | Portland Timbers        | 34  | 14 | 7  | 13 | 049:480 | +1    | 49     |
| 12.             | New York Red Bulls      | 34  | 14 | 6  | 14 | 053:510 | +2    | 48     |
| 13.             | FC Dallas               | 34  | 13 | 9  | 12 | 048:460 | +2    | 48     |
| 14.             | New England Revolution  | 34  | 11 | 12 | 11 | 050:570 | −7    | 45     |
| 15.             | San José Earthquakes    | 34  | 13 | 5  | 16 | 051:520 | −1    | 44     |
| 16.             | Colorado Rapids         | 34  | 12 | 6  | 16 | 057:600 | −3    | 42     |
| 17.             | Chicago Fire            | 34  | 10 | 12 | 12 | 055:470 | +8    | 42     |
| 18.             | Montreal Impact CAN     | 34  | 12 | 5  | 17 | 047:600 | −13   | 41     |
| 19.             | Houston Dynamo          | 34  | 12 | 4  | 18 | 045:570 | −12   | 40     |
| 20.             | Columbus Crew           | 34  | 10 | 8  | 16 | 039:470 | −8    | 38     |
| 21.             | Sporting Kansas City    | 34  | 10 | 8  | 16 | 049:610 | −12   | 38     |
| 22.             | Orlando City            | 34  | 9  | 10 | 15 | 044:520 | −8    | 37     |
| 23.             | Vancouver Whitecaps CAN | 34  | 8  | 10 | 16 | 037:580 | −21   | 34     |
| 24.             | FC Cincinnati           | 34  | 6  | 6  | 22 | 031:750 | −44   | 24     |
| Stand: Endstand |                         |     |    |    |    |         |       |        |

| Nach der Saison:                                |
| Teilnahme an der CONCACAF Champions League 2020 |

### Torschützen
Die folgende Liste enthält die Rangliste der Torschützen der Regular Season. Bei Gleichstand sind die Torschützen nach dem Alphabet sortiert (Nach- oder Künstlername).
| Rang | Spieler            | Verein               | Tore |
| ---- | ------------------ | -------------------- | ---- |
| 1.   | Carlos Vela        | Los Angeles FC       | 34   |
| 2.   | Zlatan Ibrahimović | LA Galaxy            | 30   |
| 3.   | Josef Martínez     | Atlanta United       | 27   |
| 4.   | Diego Rossi        | Los Angeles FC       | 16   |
| 5.   | Héber              | New York City FC     | 15   |
| 5.   | Kacper Przybyłko   | Philadelphia Union   | 15   |
| 5.   | Chris Wondolowski  | San José Earthquakes | 15   |
| 8.   | Kei Kamara         | Colorado Rapids      | 14   |
| 8.   | Mauro Manotas      | Houston Dynamo       | 13   |
| 8.   | C. J. Sapong       | Chicago Fire         | 13   |
| 8.   | Gyasi Zardes       | Columbus Crew SC     | 13   |

Stand: Endstand

## MLS Cup Play-offs
Die MLS Cup Play-offs 2019 begannen mit den Spielen der Knockout-Runde am 19. Oktober 2019 und endeten mit dem MLS-Cup-Finale am 10. November 2019. In Klammern ist die Platzierung in der jeweiligen Conference-Tabelle aus der Regular Season angegeben. Die ranghöhere Mannschaft hatte stets Heimrecht. Während der Tabellenerste jeder Conference in der Knockout-Runde spielfrei hatte (Bye Week), traf der jeweilige Zweite auf den Siebten, der Dritte auf den Sechsten sowie der Vierte auf den Fünften. Im Conference-Halbfinale traf der Tabellenerste der Regular Season auf den Gewinner des Spiels zwischen dem Vierten und Fünften.

### Knockout-Runde
Eastern Conference
| Datum                   |                        | Ergebnis             |                            |
| ----------------------- | ---------------------- | -------------------- | -------------------------- |
| 19. Okt., 13:00 Uhr EDT | Atlanta United [2]     | 1:0 (0:0)            | New England Revolution [7] |
| 19. Okt., 18:00 Uhr EDT | Toronto FC [4]         | 5:1 n. V. (1:1, 1:0) | D.C. United [5]            |
| 20. Okt., 15:00 Uhr EDT | Philadelphia Union [3] | 4:3 n. V. (3:3, 1:3) | New York Red Bulls [6]     |

Western Conference
| Datum                   |                      | Ergebnis             |                      |
| ----------------------- | -------------------- | -------------------- | -------------------- |
| 19. Okt., 12:30 Uhr PDT | Seattle Sounders [2] | 4:3 n. V. (3:3, 2:1) | FC Dallas [7]        |
| 19. Okt., 20:00 Uhr MDT | Real Salt Lake [3]   | 2:1 (1:0)            | Portland Timbers [6] |
| 20. Okt., 19:30 Uhr CDT | Minnesota United [4] | 1:2 (0:0)            | LA Galaxy [5]        |

### Conference-Halbfinals
Eastern Conference
| Datum                   |                      | Ergebnis  |                        |
| ----------------------- | -------------------- | --------- | ---------------------- |
| 23. Okt., 19:00 Uhr EDT | New York City FC [1] | 1:2 (0:0) | Toronto FC [4]         |
| 24. Okt., 20:00 Uhr EDT | Atlanta United [2]   | 2:0 (1:0) | Philadelphia Union [3] |

Western Conference
| Datum                   |                      | Ergebnis  |                    |
| ----------------------- | -------------------- | --------- | ------------------ |
| 23. Okt., 19:00 Uhr PDT | Seattle Sounders [2] | 2:0 (0:0) | Real Salt Lake [3] |
| 24. Okt., 19:30 Uhr PDT | Los Angeles FC [1]   | 5:3 (2:1) | LA Galaxy [5]      |

### Conference-Finals
Eastern Conference
| Datum                   |                    | Ergebnis  |                |
| ----------------------- | ------------------ | --------- | -------------- |
| 30. Okt., 20:00 Uhr EDT | Atlanta United [2] | 1:2 (1:1) | Toronto FC [4] |

Western Conference
| Datum                   |                    | Ergebnis  |                      |
| ----------------------- | ------------------ | --------- | -------------------- |
| 29. Okt., 19:00 Uhr PDT | Los Angeles FC [1] | 1:3 (1:2) | Seattle Sounders [2] |

### MLS-Cup-Finale
Da die Seattle Sounders in der Gesamttabelle besser abgeschnitten hatten, fand das Spiel im CenturyLink Field in Seattle, Washington statt. Es war die Neuauflage der Finals von 2016 (Seattle) und 2017 (Toronto), die jeweils im BMO Field im kanadischen Toronto stattgefunden hatten. Die Seattle Sounders sicherten sich ihren 2. MLS-Titel nach 2016.
| Seattle Sounders (4.)                                                    | Seattle Sounders (4.) | Toronto FC (9.) | Toronto FC (9.) | Aufstellung                                             |
| ------------------------------------------------------------------------ | --- | --- | --------------- | ------------------------------------------------------- |
| Seattle Sounders (4.)                                                    | \| 10. November um 12:00 Uhr PST in Seattle, Washington (CenturyLink Field) \| \| Ergebnis: 3:1 (0:0) \| \| Zuschauer: 69.274 \| \| Schiedsrichter: Allen Chapman \| \| Spielbericht \|                                                                           | \| 10. November um 12:00 Uhr PST in Seattle, Washington (CenturyLink Field) \| \| Ergebnis: 3:1 (0:0) \| \| Zuschauer: 69.274 \| \| Schiedsrichter: Allen Chapman \| \| Spielbericht \|                                                                       | Toronto FC (9.) | Aufstellung Seattle Sounders (4.) gegen Toronto FC (9.) |
| Seattle Sounders (4.)                                                    | Stefan Frei – Kelvin Leerdam, Román Torres, Kee-Hee Kim, Brad Smith (61. Víctor Rodríguez) – Gustav Svensson, Cristian Roldan – Joevin Jones, Nicolás Lodeiro, Jordan Morris (85. Jordy Delem) – Raúl Ruidíaz (90+2. Xavier Arreaga) Cheftrainer: Brian Schmetzer | Quentin Westberg – Auro, Chris Mavinga, Omar González, Justin Morrow – Marky Delgado, Michael Bradley, Jonathan Osorio (77. Richie Laryea) – Tsubasa Endoh (62. Nick DeLeon), Alejandro Pozuelo, Nicolas Benezet (68. Jozy Altidore) Cheftrainer: Greg Vanney | Toronto FC (9.) | Aufstellung Seattle Sounders (4.) gegen Toronto FC (9.) |
| Seattle Sounders (4.)                                                    | 1:0 Leerdam (57.) 2:0 Rodríguez (76.) 3:0 Ruidíaz (90.) | 3:1 Altidore (90.+3) | Toronto FC (9.) | Aufstellung Seattle Sounders (4.) gegen Toronto FC (9.) |
| Seattle Sounders (4.)                                                    | Ruidíaz (90+1.) | Pozuelo (72.) | Toronto FC (9.) | Aufstellung Seattle Sounders (4.) gegen Toronto FC (9.) |
| Seattle Sounders (4.)                                                    | Spieler des Spiels: Víctor Rodríguez (Seattle Sounders) | | Toronto FC (9.) | Aufstellung Seattle Sounders (4.) gegen Toronto FC (9.) |
| 10. November um 12:00 Uhr PST in Seattle, Washington (CenturyLink Field) | | |                 |                                                         |
| Ergebnis: 3:1 (0:0)                                                      | | |                 |                                                         |
| Zuschauer: 69.274                                                        | | |                 |                                                         |
| Schiedsrichter: Allen Chapman                                            | | |                 |                                                         |
| Spielbericht                                                             | | |                 |                                                         |

## Nationale Pokalwettbewerbe
Hauptartikel: Lamar Hunt U.S. Open Cup 2019

Hauptartikel: Canadian Championship 2019
Die 21 US-amerikanischen Mannschaften der MLS nahmen am Lamar Hunt U.S. Open Cup 2019 teil, während die drei kanadischen MLS-Teams die Canadian Championship 2019 bestritten. Die beiden Turniere sind die Pokalrunden der USA bzw. Kanadas, die im K.o.-System ausgespielt werden. Die Sieger qualifizierten sich für die CONCACAF Champions League 2020.

## Internationale Wettbewerbe
An der CONCACAF Champions League 2020 nehmen der New York City FC (als Sieger der Eastern Conference der Saison 2019), der Los Angeles FC (als statistisch beste Mannschaft der Saison 2019), Atlanta United (als U.S.-Open-Cup-Sieger 2019) sowie Montreal Impact als Sieger der Canadian Championship 2019 teil.